# Dora – Zadrátované myšlenky a vzpomínky
Dora – Zadrátované myšlenky a vzpomínky je knižní vydání vzpomínek Františka Jelínka, který během druhé světové války v koncentračním táboře Dora Mittelbau sabotoval výrobu raket V-2.
Vzpomínky byly vydány posmrtně v roce 2016 podle zápisků Františka Jelínka, který je formou osobitých myšlenek a vzpomínek sepsal po válce. Kniha obsahuje mimo osobních prožitků i výzkum raket jak civilního tak vojenského charakteru. V kapitole Dokumenty je otištěna dobová dokumentace dokládající pravdivost tvrzení společně s fotografiemi z dnešní doby z výzkumného střediska v Peenemünde a koncentračního tábora Mittelbau-Dora.

## Děj
František Jelínek jako člen Hnutí slovanské domoviny pomáhal falšováním propustek dostat se lidem přes hranice. Za tuto činnost byl v červnu 1943 zatčen gestapem a po tvrdém výslechu poslán přes Flossenbürg a Buchenwald do koncentrařního tábora Dora-Mittelbau, kde se díky své znalosti němčiny stal písařem. Pracoval ve skladu součástek raket V-2, kde využíval své funkce pro sabotážní činnost. Vadné součástky nechával na skladě a ty dobré zasílal zpět do továren jako vadné. Svým jednáním tak nemálo přispěl k neúspěchu raket V2. Při sabotážní činnosti byl přistižen a od šibenice ho zachránil konec války.